# Shaby
Shaby pseudonyme de son vrai nom Sarah Bialy est une chanteuse française, née en 1996 à Athis-Mons (Essonne).

## Biographie
C'est dans la chorale que dirige son papa qu'elle a commencé à chanter et appris à passer d'un style à l'autre.
Son single à l'âge de 10 ans, Plus près de toi atteint la 25e place et reste 19 semaines dans les charts, il s'est écoulé à plus de 50.000 exemplaires en 2006 surnommée alors «la petite princesse de la soul», l'année d'après sort son album avec un deuxième single Ton amie qui reste 13 semaines dans le classement national et prend la 34e place.
À 16 ans, elle signe un contrat avec une maison de disques qui ne lui a jamais permis de prolonger sa carrière discographique.
À 20 ans, Shaby travaille dans un théâtre dans l’Essonne.
Elle participe à la saison 6 de The Voice France en 2017. À l'issue des auditions à l'aveugle du 18 mars, elle intègre l'équipe de Florent Pagny après son interprétation de la chanson (You Make Me Feel Like) A Natural Woman d'Aretha Franklin. Elle est troisième et qualifiée de son groupe des battles avec la chanson Cheap Thrills de Sia. Lors de l'épreuve ultime, elle se qualifie pour les demi-finales avec la chanson Mourir dans tes yeux de Jenifer où elle se sera éliminée aux portes de la finale.
En 2019, elle participe au spectacle hommage à Johnny Hallyday, L’idole des jeunes,.
Elle est aussi professeur de chant à Le Coudray-Montceaux, elle s'appuie sur un diplôme en musicologie et art du spectacle à l’Université d'Évry

## Discographie

### Singles
- 2006 : Plus près de toi
- 2007 : Ton amie
- 2018 : I love U
- 2019 : Une vie entière
- 2020 : Si j'étais une autre
- 2020 : Ton visage
- 2021 : C'est pas vrai
- 2021 : Femmes